# Alexander Óg
Alexander Óg (... – 1299) conosciuto anche con il nome di Alexander di Islay fu un potente nobile delle Isole Ebridi nel XIII secolo.
Con la morte del padre avvenuta attorno al 1293 Alexander divenne Signore di Islay e divenne il capo del Clan Donald. Durante gli anni in cui egli ebbe il comando le terre di famiglia caddero nelle mani del rivale Alexander di Argyll (morto 1310) capo del Clan MacDougall. Alexander e suo fratello Aonghas Óg di Islay combatterono al servizio di Edoardo I d'Inghilterra e a lui si appellò diverse volte perché lo aiutasse contro i MacDougall. Si crede infatti che Alexander fosse sposato alla figlia o, più probabilmente, alla sorella del rivale e i due coniugi combatterono un'aspra battaglia legale contro la famiglia di lei per l'isola di Lismore. Per quanto si creda che Alexander abbia potuto veder sorgere il XIV secolo è più probabile che egli sia morto nel 1299 ucciso in una battaglia contro i MacDougall e che sia stato succeduto dal fratello minore. Alexander lasciò sei figli i cui discendenti divennero dei guerrieri Gallowglass che combatterono in Irlanda.

## Da una corona all'altra
Il padre di Alexander era Aonghas Mór, un potente nobile scozzese, mentre il nome della madre rimane sconosciuto così come sconosciuta è la sua data di nascita anche se si crede che sia nato durante il regno di Alessandro III di Scozia e che sia stato battezzato così in suo onore. Suo fratello più giovane era Aonghas Óg di Islay e l'Epiteto di Óg (il suo cognome era infatti MacDonald) gli venne dato per differenziarlo dallo zio Alasdair (Alexander) Mòr MacDonald..
Durante il regno di Alessandro III il Clan Donald fu uno dei più potenti clan della costa nord-occidentale della Scozia. I Donald discendevano da Domhnall mac Raghnaill, figlio di Ragnall mac Somairle a sua volta figlio di Somerled ed erano imparentati con il Clan Macruari che discendevano da Ruaidhri mac Raghnaill, nipote di Somerled e con i MacDougall.
Attorno alla metà del XIII secolo, periodo in cui si suppone che Alexander sia nato, le Isole Ebridi erano sotto il dominio del Re di Norvegia, la Scozia fece diversi tentativi per appropriarsene tanto che alla fine Haakon IV di Norvegia decise di contrattaccare dando il via alla Guerra scozzese-norvegese. Quando Haakon raggiunse le Ebridi il proprio esercito aumentò di potenza, ma tutto sommato ricevette un supporto alquanto tiepido dai propri vassalli e la guerra non fu altro che un susseguirsi di schermaglie inconcludenti, che si tennero per lo più in territorio scozzese nei pressi di Largs, e dopo la Battaglia di Largs del 1263 Haakon tornò in patria avendo concluso poco o niente. Poco dopo il sovrano norvegese morì e Alessandro III ne approfittò per lanciare una spedizione militare nelle Ebridi con lo scopo di assoggettare i vassalli di Norvegia alla corona di Scozia.
Aonghas fu costretto a dare Alexander in ostaggio al re che lo prese quale pegno di buona condotta della famiglia MacDonald e il fatto che dai documenti rimasti emerse che venne assunta una bambinaia suggerisce che al tempo egli non fosse altro che un bambino.
Nel 1266 venne stilato il Trattato di Perth che pose fine alle ostilità e con esso Haakon VI di Norvegia accordò alla corona scozzese tutte le isole e i territori ad esse connesse compresi quelli della famiglia di Alexander.

## L'inutile servizio ad Edoardo I
Alessandro III morì nel 1286 poco più che quarantenne lasciando sua moglie Iolanda di Dreux incinta, quando ella perse il bambino la corona andò a sua nipote la piccola Margherita di Scozia nata dal matrimonio fra Margaret, figlia di Alessandro, ed Eirik II di Norvegia. Data la giovanissima età dell'erede, tre anni, venne approntato un consiglio di reggenza che tuttavia non bastò a frenare la competizione che nacque per la successione e che divenne nota con il nome di Grande causa. Nello stesso anno Robert Bruce, V Signore di Annandale chiamò tutti i propri alleati presso il castello di Turnberry e vi venne stipulata un'alleanza. La vaghezza degli accordi presi rendono difficile capire quale fosse il loro reale intento, una delle interpretazioni era che Bruce volesse raccogliere uomini per una ribellione che sorse effettivamente quando Iolanda perse il bambino, egli insieme ai suoi uomini prese diversi castelli nel sud-ovest del paese e solo l'intervento militare ordinato dal consiglio di reggenza riportò l'ordine.
Molti dei firmatari dell'accordo erano vicini della famiglia Bruce e fra loro si trovano anche Alexander e suo padre e il documento siglato conteneva anche una clausola per la quale si sarebbe dovuto prestare aiuto a due potenti magnati inglesi in Irlanda, Richard de Burgh, II conte dell'Ulster (1259-29 luglio 1326) e Tommaso de Clare. Fra tutte le famiglie coinvolte i MacDonald erano quelli più vicini alla famiglia dei conti dell'Ulster con cui erano in contrasto e l'alleanza potrebbe aver avuto la funzione di assicurarsi che non avrebbero supportato i nemici dei nobili anglo-irlandesi.
Nel gennaio 1290 la piccola Margherita morì all'età di sette anni mentre viaggiava verso il proprio regno lasciando quali maggiori pretendenti al trono i Bruce e Giovanni di Scozia. L'anno dopo Edoardo I d'Inghilterra venne chiamato a dirimere la Grande causa e nel 1292 il re inglese si pronunciò a favore di Giovanni che venne debitamente incoronato.
Nel 1293 quando si tenne il primo parlamento Giovanni creò tre sceriffati, quello di Skye sotto l'autorità di William, conte di Ross, di Kintyre, sotto la guida di John Stewart e infine quello di Lorn che venne affidato ad Alexander MacDougall (morto 1310). Le terre di Alexander ricadevano sia sotto l'autorità di MacDougall che sotto quella di Stewart e proprio in quel periodo, alla morte del padre, Alexander ne aveva ereditato terre e titoli. In quello stesso periodo lui e la moglie Juliana vennero coinvolti in una battaglia legale con il proprio omonimo, i primi segnali si ebbero nel 1292 quando entrambi portarono le proprie lamentele a Giovanni circa alcune terre la cui identificazione è ignota. Quali che ne furono le vere cause si sa che a un certo punto Alexander andò a lamentarsi con Edoardo I perché Giovanni si era preso l'isola di Lismore e rifiutava di darla a lui e alla moglie. Si pensa che Juliana fosse imparentata con i MacDougall e che quella prima contesa sulle terre fosse dovuta a una questione connessa alla sua dote.
Nel 1296 dopo che Giovanni ebbe ratificato un'alleanza con la Francia e si era rifiutato di consegnare alcuni castelli ad Edoardo gli inglesi marciarono verso la Scozia e dopo averli sconfitti nella Battaglia di Dunbar procedettero senza una vera opposizione. La Scozia andò sotto il controllo di Edoardo e come molti nobili anche MacDougall rese omaggio al re, ma pare che egli, fra il 1296 e il 1301, non godesse dei favori reali. Causa che potrebbe giacere nella contesa che ebbe con Alexander.
In quel periodo Alexander agiva come balivo agli ordini di Edoardo e in quanto tale aveva preso Kintyre che, tempo prima, era finita nelle mani di Giovanni per mancanza di eredi e a sua volta Edoardo le aveva girate a tale Malcolm le fiz Lengleys (figlio di un inglese). In una lettera datata all'estate del 1296 Alexander chiedeva al re inglese di chiarificare i propri ordini giacché egli era sul punto di poter prendere un castello degli Stewart, forse il Castello di Dunaverty. Sfortunatamente la risposta di Edoardo non è nota, ma si sa che egli donò ad Alexander terre per un valore di 100£ per i buoni servizi resi.
Nel settembre di quell'anno Edoardo ordinò ad Alexander Stewart, conte di Menteith (morto prima del 1306) di prendere MacDougall in custodia e solo il maggio seguente venne rilasciato. Dall'estate del 1297 Alexander scrisse a Edoardo lamentando che gli uomini di MacDougall stavano portando distruzione nelle sue terre e nella prima di queste missive lo pregava di ordinare ai conti di Ross ed Argyll di aiutarlo ad arginare gli attacchi. Nella seconda descriva la crescente devastazione compiuta da Duncan MacDougall, figlio di Alexander MacDougall, insieme a John II Comyn, Signore di Badenoch (morto 1302), lamentando per altro che uno dei nemici del re, Lachlan MacRuari, era scappato con l'aiuto dei MacDougall e concludeva annotando che il denaro che gli era dovuto per i propri servigi non era mai stato ricevuto.

## La data incerta della morte
Nel 1299 gli Annali del Connacht, di Lough Cé, dei Quattro maestri e dell'Ulster riportano che un tale Alexander MacDonald venne ucciso in una sanguinosa battaglia combattuta contro i MacDougall. Gli Annali dell'Ulster citano come il caduto fosse uomo conosciuto per la sua ospitalità e che molti soldati erano stati massacrati insieme a lui.
Generalmente si crede che colui che venne ucciso fosse Alexander, ma taluni credono che invece ad essere ucciso sia stato il suo zio omonimo, se invece fu davvero lui a morire allora quello scontro potrebbe essere stato il sanguinoso culmine del diverbio iniziato nel 1292.
Effettivamente la morte di Alexander per mano di MacDougall potrebbe essere collegata alle congiunte azioni militari di Hugh Bisset, John MacSween e Angus Og MacDonald che avvennero ai danni del Signore di Argyll non molto tempo dopo.
Con il decesso di Alexander le terre e i titoli passarono a suo fratello Angus che, quando scrisse a Edoardo nel 1301, si fregiava del titolo di de Yle (di Islay) e che concluse alcune trattative con il re a vantaggio della propria famiglia.
Secondo i resoconti di Giovanni di Fordun Alexander sopravvisse abbastanza da poter essere catturato nel 1308 da Edward Bruce, tuttavia la sua descrizione degli eventi è confusa e non vi sono prove evidenti che supportino che egli sia sopravvissuto oltre il 1299 tanto che da quel punto in poi non viene più menzionato nei documenti.
Esiste un solo documento che si fa risalire al tempo di Roberto I di Scozia in cui si cita un certo Alexander, giovane Signore delle Isole, ma si ritiene che esso faccia riferimento a uno dei suoi nipoti o a uno sconosciuto discendente di Angus.
D'altro canto gli Annali di Inisfallen sembrano indicare che Alexander morì nel 1318, quando perì anche Edward Bruce nella Battaglia di Faughart, tuttavia l'uomo in questione è indicato come Alexander M. e non è scontato che quella M stia per MacDonald.